# Distrito de Prakasam
Prakasam (en telugú; ప్రకాశం జిల్లా) es un distrito de India en el estado de Andhra Pradesh. Código ISO: IN.AP.PR.
Comprende una superficie de 17 626 km².
El centro administrativo es la ciudad de Ongole.

## Demografía
Según censo 2011 contaba con una población total de 3 392 764 habitantes.